# Болярка (Новоград-Волынский район)
Болярка (укр. Болярка) — село на Украине, находится в Новоград-Волынском районе Житомирской области.
Население по переписи 2001 года составляет 42 человека. Почтовый индекс — 11700. Телефонный код — 4141. Занимает площадь 0,342 км².

## Адрес местного совета
11780, Житомирская область, Новоград-Волынский р-н, с. Каменный Майдан